# 刘友法 (1922年)
刘友法（1922年11月—2007年6月29日），江苏灌云人，中国人民解放军将领、中国人民解放军海军中将。

## 生平
1939年9月，参加抗日游击队。1940年9月，参加新四军。1941年加入中国共产党。历任苏北淮海军分区抗日干部学校班长，滨海大队部文书、书记。1945年1月任一支队政治处组织干事。
1942年9月起任新四军第三师十旅兼淮海军分区一支队二团二连副政治指导员，1943年10月起任十旅兼淮海军分区一支队二团团部政治指导员。1945年1月任一支队政治处组织干事，1945年夏任军分区政治部巡视员、秘书。1945年11月任苏北六军区一团一营及团职副政治教导员，1946年8月任四团二营政治教导员。1946年11月任华东十二纵三十五旅103团三营政治教导员。1948年1月任104团政治处组织股副股长，同年4月起任股长。1948年9月任华东野战军某团政治处副主任，中国人民解放军第三野战军38军89师266团政治处副主任。
1949年10月至1950年1月任陆军第三十军政治部组织科科长。1950年1月至12月任华东军区海军政治部组织部抚保科科长。1950年12月至1951年3月任华东军区海军政治部组织部组织科科长。1951年3月至1952年任华东军区海军要塞炮兵团政治委员、教导大队政治委员。1952年10月至1953年8月任海军基地后勤部政治委员。1953年8月至1955年6月任华东军区海军后勤部干部部部长。
1955年6月至1966年3月任东海舰队干部管理部副部长，舰队政治部干部部部长。1966年3月至1968年任海军舟山基地政治部主任。1968年至1969年任中共中央统战部军代表，1969年至1973年任中央国家机关统战系统军管组组长。1973年至1977年1月任中共中央统战部负责人。
1977年11月至1978年11月任海军烟台基地政治委员、基地党委书记。1978年11月至1982年8月任海军旅顺基地政治委员、基地党委第一书记。1982年8月至1985年7月任海军政治部主任、海军党委常委。
1985年8月至1990年4月任海军纪委专职书记（副大军区职）、海军党委常委。
1990年4月退出领导岗位（按副大军区职待遇退役），1998年7月离职休养。1988年9月被授予中国人民解放军海军中将军衔。曾获三级独立自由勋章、三级解放勋章。1998年7月被授予中国人民解放军独立功勋荣誉章。
中共第九、十二、十三次全国代表大会代表，中共第十二届中央候补委员，中共第十三届中央纪委委员，第四、八届全国人大代表，第八届全国人大内务司法委员会委员。